# Margitta Droese-Pufe
Margitta Droese-Pufe (Gera, Turíngia, Alemanya, 10 de setembre de 1952) és una atleta alemanya retirada, especialitzada en la prova de llançament de pes en què, competint amb la República Democràtica Alemanya, va arribar a ser campiona olímpica el 1980.

## Carrera esportiva
En els jocs olímpics de Moscou de 1980 va guanyar la medalla de bronze en el llançament de pes, arribant als 21,20 metres, quedant després de la seva compatriota Ilona Schoknecht-Slupianek que amb 22,41 metres va batre el rècord olímpic, i la soviètica Svetlana Krachevskaia (plata).